# Mastixis anthores
Mastixis anthores är en fjärilsart som beskrevs av Druce 1891. Mastixis anthores ingår i släktet Mastixis och familjen nattflyn. Inga underarter finns listade i Catalogue of Life.